# Verneuil-sous-Coucy
Verneuil-sous-Coucy é uma comuna francesa na região administrativa de Altos da França, no departamento de Aisne. Estende-se por uma área de 4,58 km². Em 2010 a comuna tinha 130 habitantes (densidade: 28,4 hab./km²).